# Рогозина (приток Кузюга)
Рогозина (Большая Рогозина) — река в России, протекает в Мурашинском районе Кировской области. Устье реки находится в 104 км по правому берегу реки Кузюг. Длина реки составляет 16 км.
Река берёт начало на холмах Северных Увалов в 30 км к северо-западу от посёлка Мураши близ границы с Республикой Коми. Рядом с истоком Рогозины находится исток реки Вазюг (приток Лузы), здесь проходит водораздел бассейнов Волги и Северной Двины. Река течёт на юг по ненаселённому лесному массиву. Приток — Малая Рогозина (левый), до её впадения Рогозина именуется также Большой Рогозиной.

## Данные водного реестра
По данным государственного водного реестра России относится к Камскому бассейновому округу, водохозяйственный участок реки — Вятка от города Киров до города Котельнич, речной подбассейн реки — Вятка. Речной бассейн реки — Кама.
По данным геоинформационной системы водохозяйственного районирования территории РФ, подготовленной Федеральным агентством водных ресурсов:
- Код водного объекта в государственном водном реестре — 10010300312111100035331
- Код по гидрологической изученности (ГИ) — 111103533
- Код бассейна — 10.01.03.003
- Номер тома по ГИ — 11
- Выпуск по ГИ — 1